# Verdade e Tolerância
Verdade e tolerância (em alemão:  Glaube – Wahrheit – Toleranz: Das Christentum und die Weltreligionen) é um livro escrito pelo Cardeal Joseph Ratzinger (Papa Bento XVI).
O livro discute fé, religião, cultura, liberdade e verdade, com ênfase especial na religião cristã e como ela se relaciona com elas e se pode continuar a fazer uma reivindicação absoluta como a verdadeira religião.
No prefácio, ele afirma que "além de todas as questões particulares, o verdadeiro problema está na questão da verdade". Ele primeiro tenta entender o que é cultura e como as culturas se relacionam umas com as outras. Então ele tenta entender o homem, o que ele é e como ele pode se tornar ele mesmo. Então, no final, ele lida com a questão de se o homem foi feito para a verdade e de que maneira ele pode colocar a questão da verdade.